# Coupe du monde de football des moins de 17 ans 2005
Navigation
Finlande 2003 Corée du Sud 2007
La Coupe du monde de football des moins de 17 ans 2005 est la onzième édition de la coupe du monde de football des moins de 17 ans et se déroule au Pérou du 16 septembre au 2 octobre 2005, ce qui a permis aux jeunes Péruviens de participer pour la première fois au tournoi. Seuls les joueurs nés après le 1er janvier 1988 peuvent participer au tournoi, le premier organisé en Amérique du Sud depuis 10 ans.
Le Mexique remporte le titre en battant largement le champion sortant, le Brésil en finale à Lima. C'est la toute première fois qu'une équipe de la zone CONCACAF atteint la finale et a fortiori, gagne le tournoi. Le Mexique compte dans ses rangs le meilleur buteur de l'épreuve, Carlos Vela, avec un total de 5 réalisations sur les 16 buts marqués par les Mexicains en seulement 6 rencontres.
Le Mexique n'est pas la seule surprise du tournoi : les nouveaux venus turcs et néerlandais se hissent en demi-finales. Les équipes de la CONCACAF réussissent une nouvelle fois à toutes se qualifier pour les quarts de finale au contraire des équipes africaines, qui, comme en 2003 ont toutes été éliminées au premier tour. Enfin, les équipes asiatiques ont fait bonne impression, avec la Chine et la Corée du Nord en quarts de finale tandis que le Qatar déçoit avec 3 défaites en 3 rencontres.
Outre le Pérou, beaucoup d'équipes participaient là à leur premier championnat du monde. Les Pays-Bas, qui n'avaient jamais réussi à se qualifier jusqu'à présent terminent avec panache sur la troisième marche du podium, en battant lors de la petite finale la Turquie, championne d'Europe de la catégorie et elle aussi nouvelle venue. Du côté de l'Afrique on retiendra la bonne impression laissée par la Gambie, championne d'Afrique et éliminée au premier tour à la différence de buts malgré 2 victoires (dont une sur le futur finaliste brésilien). Enfin, côté asiatique, on note le beau parcours du néophyte, la Corée du Nord : deuxième de sa poule devant l'Italie et la Côte d'Ivoire, elle ne cède en quarts de finale contre au Brésil qu'après prolongation.

## Qualification
Les 16 équipes qualifiées pour le tournoi :
- Pérou - Pays organisateur
- Afrique (CAF) : Coupe d'Afrique des nations des moins de 17 ans 2005
  -  Gambie - Vainqueur
  -  Ghana - Finaliste
  -  Côte d'Ivoire - Troisième
- Asie (AFC) : Coupe d'Asie des nations de football des moins de 16 ans 2004
  -  Chine - Vainqueur
  -  Corée du Nord - Finaliste
  -  Qatar - Troisième
- Amérique du Nord et centrale (CONCACAF) : Championnat d'Amérique du Nord, centrale et Caraïbe de football des moins de 17 ans 2005
  -  États-Unis
  -  Mexique
  -  Costa Rica
- Amérique du Sud (CONMEBOL) : Championnat des moins de 17 ans de la CONMEBOL 2005
  -  Brésil - Vainqueur
  -  Uruguay - Finaliste
- Europe (UEFA) : Championnat d'Europe de football des moins de 17 ans 2005
  -  Turquie - Vainqueur
  -  Pays-Bas - Finaliste
  -  Italie - Troisième
- Océanie (OFC) : Tournoi qualificatif de l'OFC des moins de 17 ans 2005
  -  Australie

## Phase finale

### Premier tour

#### Groupe A
| Classement final : |            |     |   |   |   |   |    |    |      |
|                    | Équipe     | Pts | J | G | N | P | BP | BC | Diff |
| 1                  | Costa Rica | 5   | 3 | 1 | 2 | 0 | 4  | 2  | +2   |
| 2                  | Chine      | 5   | 3 | 1 | 2 | 0 | 3  | 2  | +1   |
| 3                  | Ghana      | 3   | 3 | 0 | 3 | 0 | 3  | 3  | 0    |
| 4                  | Pérou      | 1   | 3 | 0 | 1 | 2 | 1  | 4  | -3   |

| 16 septembre | Costa Rica | 1 | 1 | Chine |
|              | Ghana      | 1 | 1 | Pérou |
| 19 septembre | Costa Rica | 1 | 1 | Ghana |
|              | Chine      | 1 | 0 | Pérou |
| 22 septembre | Costa Rica | 2 | 0 | Pérou |
|              | Ghana      | 1 | 1 | Chine |

1re journée
| 16 septembre 2005 | Costa Rica   | 1 - 1 | Chine    | Estadio Mansiche, Trujillo                     |                                                |
| 17:00             | Carrillo 10e |       | Tang 17e | Spectateurs : 18 000 Arbitrage : Toru Kamikawa | Spectateurs : 18 000 Arbitrage : Toru Kamikawa |
| 17:00             | (Rapport)    |       |          | Spectateurs : 18 000 Arbitrage : Toru Kamikawa | Spectateurs : 18 000 Arbitrage : Toru Kamikawa |

| 16 septembre 2005 | Ghana              | 1 - 1 | Pérou             | Estadio Mansiche, Trujillo                          |                                                     |
| 20:00             | Cardenas 62e (csc) |       | Chávez 10e (pen.) | Spectateurs : 21 100 Arbitrage : Frank De Bleeckere | Spectateurs : 21 100 Arbitrage : Frank De Bleeckere |
| 20:00             | (Rapport)          |       |                   | Spectateurs : 21 100 Arbitrage : Frank De Bleeckere | Spectateurs : 21 100 Arbitrage : Frank De Bleeckere |

2e journée
| 19 septembre 2005 | Costa Rica | 1 - 1 | Ghana       | Estadio Mansiche, Trujillo                       |                                                  |
| 15:30             | Borges 47e |       | Quartey 58e | Spectateurs : 15 000 Arbitrage : Jorge Larrionda | Spectateurs : 15 000 Arbitrage : Jorge Larrionda |
| 15:30             | (Rapport)  |       |             | Spectateurs : 15 000 Arbitrage : Jorge Larrionda | Spectateurs : 15 000 Arbitrage : Jorge Larrionda |

| 19 septembre 2005 | Chine     | 1 - 0 | Pérou | Estadio Mansiche, Trujillo                  |                                             |
| 18:15             | Deng 13e  |       |       | Spectateurs : 20 000 Arbitrage : Oscar Ruiz | Spectateurs : 20 000 Arbitrage : Oscar Ruiz |
| 18:15             | (Rapport) |       |       | Spectateurs : 20 000 Arbitrage : Oscar Ruiz | Spectateurs : 20 000 Arbitrage : Oscar Ruiz |

3e journée
| 22 septembre 2005 | Costa Rica                     | 2 - 0 | Pérou | Estadio Max Augustín, Iquitos                |                                              |
| 18:15             | Solorzano 45+1e · Elizondo 77e |       |       | Spectateurs : 25 000 Arbitrage : Mark Shield | Spectateurs : 25 000 Arbitrage : Mark Shield |
| 18:15             | (Rapport)                      |       |       | Spectateurs : 25 000 Arbitrage : Mark Shield | Spectateurs : 25 000 Arbitrage : Mark Shield |

| 22 septembre 2005 | Ghana       | 1 - 1 | Chine    | Estadio Miguel Grau, Piura                   |                                              |
| 18:15             | Bukhari 56e |       | Wang 60e | Spectateurs : 18 000 Arbitrage : Alain Hamer | Spectateurs : 18 000 Arbitrage : Alain Hamer |
| 18:15             | (Rapport)   |       |          | Spectateurs : 18 000 Arbitrage : Alain Hamer | Spectateurs : 18 000 Arbitrage : Alain Hamer |

#### Groupe B
| Classement final : |           |     |   |   |   |   |    |    |      |
|                    | Équipe    | Pts | J | G | N | P | BP | BC | Diff |
| 1                  | Turquie   | 9   | 3 | 3 | 0 | 0 | 6  | 3  | +3   |
| 2                  | Mexique   | 6   | 3 | 2 | 0 | 1 | 6  | 2  | +4   |
| 3                  | Australie | 3   | 3 | 1 | 0 | 2 | 2  | 5  | -3   |
| 4                  | Uruguay   | 0   | 3 | 0 | 0 | 3 | 3  | 7  | -4   |

| 16 septembre | Mexique   | 2 | 0 | Uruguay   |
|              | Turquie   | 1 | 0 | Australie |
| 19 septembre | Mexique   | 3 | 0 | Australie |
|              | Turquie   | 3 | 2 | Uruguay   |
| 22 septembre | Australie | 2 | 1 | Uruguay   |
|              | Turquie   | 2 | 1 | Mexique   |

1re journée
| 16 septembre 2005 | Mexique                 | 2 - 0 | Uruguay | Estadio Nacional, Lima                      |                                             |
| 14:15             | Vela 17e · Villaluz 54e |       |         | Spectateurs : 8 000 Arbitrage : Alain Hamer | Spectateurs : 8 000 Arbitrage : Alain Hamer |
| 14:15             | (Rapport)               |       |         | Spectateurs : 8 000 Arbitrage : Alain Hamer | Spectateurs : 8 000 Arbitrage : Alain Hamer |

| 16 septembre 2005 | Turquie   | 1 - 0 | Australie | Estadio Nacional, Lima                       |                                              |
| 17:00             | Şahin 84e |       |           | Spectateurs : 14 200 Arbitrage : Kevin Stott | Spectateurs : 14 200 Arbitrage : Kevin Stott |
| 17:00             | (Rapport) |       |           | Spectateurs : 14 200 Arbitrage : Kevin Stott | Spectateurs : 14 200 Arbitrage : Kevin Stott |

2e journée
| 19 septembre 2005 | Mexique                     | 3 - 0 | Australie | Estadio Nacional, Lima                           |                                                  |
| 15:30             | Esparza 20e · Vela 43e, 79e |       |           | Spectateurs : 6 000 Arbitrage : Horacio Elizondo | Spectateurs : 6 000 Arbitrage : Horacio Elizondo |
| 15:30             | (Rapport)                   |       |           | Spectateurs : 6 000 Arbitrage : Horacio Elizondo | Spectateurs : 6 000 Arbitrage : Horacio Elizondo |

| 19 septembre 2005 | Turquie                           | 3 - 2 | Uruguay                         | Estadio Nacional, Lima                       |                                              |
| 18:15             | Yilmaz 12e · Ozcan 80e · Köse 84e |       | Duruer 28e (csc) · Figueroa 78e | Spectateurs : 4 000 Arbitrage : Mourad Daami | Spectateurs : 4 000 Arbitrage : Mourad Daami |
| 18:15             | (Rapport)                         |       |                                 | Spectateurs : 4 000 Arbitrage : Mourad Daami | Spectateurs : 4 000 Arbitrage : Mourad Daami |

3e journée
| 22 septembre 2005 | Australie             | 2 - 1 | Uruguay      | Estadio Elias Aguirre, Chiclayo               |                                               |
| 15:30             | Burns 20e · Kruse 83e |       | Figueroa 38e | Spectateurs : 11 100 Arbitrage : Jérôme Damon | Spectateurs : 11 100 Arbitrage : Jérôme Damon |
| 15:30             | (Rapport)             |       |              | Spectateurs : 11 100 Arbitrage : Jérôme Damon | Spectateurs : 11 100 Arbitrage : Jérôme Damon |

| 22 septembre 2005 | Turquie                  | 2 - 1 | Mexique    | Estadio Miguel Grau, Piura                     |                                                |
| 15:30             | Yilmaz 28e · Erkin 90+1e |       | Guzman 11e | Spectateurs : 14 560 Arbitrage : Toru Kamikawa | Spectateurs : 14 560 Arbitrage : Toru Kamikawa |
| 15:30             | (Rapport)                |       |            | Spectateurs : 14 560 Arbitrage : Toru Kamikawa | Spectateurs : 14 560 Arbitrage : Toru Kamikawa |

#### Groupe C
| Classement final : |               |     |   |   |   |   |    |    |      |
|                    | Équipe        | Pts | J | G | N | P | BP | BC | Diff |
| 1                  | États-Unis    | 7   | 3 | 2 | 1 | 0 | 7  | 4  | +3   |
| 2                  | Corée du Nord | 4   | 3 | 1 | 1 | 1 | 6  | 4  | +2   |
| 3                  | Italie        | 4   | 3 | 1 | 1 | 1 | 6  | 7  | -1   |
| 4                  | Côte d'Ivoire | 1   | 3 | 0 | 1 | 2 | 4  | 8  | -4   |

| 17 septembre | Italie        | 4 | 3 | Côte d'Ivoire |
|              | États-Unis    | 3 | 2 | Corée du Nord |
| 20 septembre | États-Unis    | 3 | 1 | Italie        |
|              | Corée du Nord | 3 | 0 | Côte d'Ivoire |
| 23 septembre | États-Unis    | 1 | 1 | Côte d'Ivoire |
|              | Corée du Nord | 1 | 1 | Italie        |

1re journée
| 17 septembre 2005 | Italie                                      | 4 - 3 | Côte d'Ivoire                           | Estadio Elias Aguirre, Chiclayo                         |                                                         |
| 10:00             | Tiboni 21e, 32e · Mandorlini 86e · Foti 89e |       | Diomande 27e · Fofana 53e · Kouassi 87e | Spectateurs : 14 800 Arbitrage : Subkhiddin Mohd Salleh | Spectateurs : 14 800 Arbitrage : Subkhiddin Mohd Salleh |
| 10:00             | (Rapport)                                   |       |                                         | Spectateurs : 14 800 Arbitrage : Subkhiddin Mohd Salleh | Spectateurs : 14 800 Arbitrage : Subkhiddin Mohd Salleh |

| 17 septembre 2005 | États-Unis                                | 3 - 2 | Corée du Nord              | Estadio Elias Aguirre, Chiclayo               |                                               |
| 12:45             | Soroka 13e · Nakazawa 43e · Zimmerman 72e |       | Myong-ho 24e · Kuk-jin 86e | Spectateurs : 15 200 Arbitrage : Jérôme Damon | Spectateurs : 15 200 Arbitrage : Jérôme Damon |
| 12:45             | (Rapport)                                 |       |                            | Spectateurs : 15 200 Arbitrage : Jérôme Damon | Spectateurs : 15 200 Arbitrage : Jérôme Damon |

2e journée
| 20 septembre 2005 | États-Unis                               | 3 - 1 | Italie       | Estadio Elias Aguirre, Chiclayo              |                                              |
| 15:30             | Sarkodie 47e · Nakazawa 67e · Soroka 90e |       | Russotto 74e | Spectateurs : 15 240 Arbitrage : Mark Shield | Spectateurs : 15 240 Arbitrage : Mark Shield |
| 15:30             | (Rapport)                                |       |              | Spectateurs : 15 240 Arbitrage : Mark Shield | Spectateurs : 15 240 Arbitrage : Mark Shield |

| 20 septembre 2005 | Corée du Nord                         | 3 - 0 | Côte d'Ivoire | Estadio Elias Aguirre, Chiclayo                     |                                                     |
| 18:15             | Myong-ho 9e (pen.), 38e · Kuk-jin 44e |       |               | Spectateurs : 14 500 Arbitrage : Frank De Bleeckere | Spectateurs : 14 500 Arbitrage : Frank De Bleeckere |
| 18:15             | (Rapport)                             |       |               | Spectateurs : 14 500 Arbitrage : Frank De Bleeckere | Spectateurs : 14 500 Arbitrage : Frank De Bleeckere |

3e journée
| 23 septembre 2005 | États-Unis | 1 - 1 | Côte d'Ivoire | Estadio Nacional, Lima                      |                                             |
| 15:30             | Hall 4e    |       | Bamba 87e     | Spectateurs : 12 000 Arbitrage : Oscar Ruiz | Spectateurs : 12 000 Arbitrage : Oscar Ruiz |
| 15:30             | (Rapport)  |       |               | Spectateurs : 12 000 Arbitrage : Oscar Ruiz | Spectateurs : 12 000 Arbitrage : Oscar Ruiz |

| 23 septembre 2005 | Corée du Nord | 1 - 1 | Italie      | Estadio Mansiche, Trujillo                    |                                               |
| 15:30             | Kuk-jin 22e   |       | Palermo 92e | Spectateurs : 10 000 Arbitrage : Mourad Daami | Spectateurs : 10 000 Arbitrage : Mourad Daami |
| 15:30             | (Rapport)     |       |             | Spectateurs : 10 000 Arbitrage : Mourad Daami | Spectateurs : 10 000 Arbitrage : Mourad Daami |

#### Groupe D
| Classement final : |          |     |   |   |   |   |    |    |      |
|                    | Équipe   | Pts | J | G | N | P | BP | BC | Diff |
| 1                  | Brésil   | 6   | 3 | 2 | 0 | 1 | 9  | 4  | +5   |
| 2                  | Pays-Bas | 6   | 3 | 2 | 0 | 1 | 8  | 5  | +3   |
| 3                  | Gambie   | 6   | 3 | 2 | 0 | 1 | 6  | 4  | +2   |
| 4                  | Qatar    | 0   | 3 | 0 | 0 | 3 | 4  | 14 | -10  |

| 17 septembre | Pays-Bas | 5 | 3 | Qatar    |
|              | Brésil   | 1 | 3 | Gambie   |
| 20 septembre | Gambie   | 3 | 1 | Qatar    |
|              | Brésil   | 2 | 1 | Pays-Bas |
| 23 septembre | Pays-Bas | 2 | 0 | Gambie   |
|              | Brésil   | 6 | 0 | Qatar    |

- Le Brésil et les Pays-Bas se qualifient grâce à une meilleure différence de buts.

1re journée
| 17 septembre 2005 | Pays-Bas                                                            | 5 - 3 | Qatar                                      | Estadio Miguel Grau, Piura                   |                                              |
| 15:15             | Emnes 6e, 85e · Buijs 30e (pen.) · van der Kooij 58e · Goossens 65e |       | Afif 11e (pen.) · Ali 31e · Al-Khalfan 83e | Spectateurs : 20 800 Arbitrage : Mark Shield | Spectateurs : 20 800 Arbitrage : Mark Shield |
| 15:15             | (Rapport)                                                           |       |                                            | Spectateurs : 20 800 Arbitrage : Mark Shield | Spectateurs : 20 800 Arbitrage : Mark Shield |

| 17 septembre 2005 | Brésil    | 1 - 3 | Gambie                                        | Estadio Miguel Grau, Piura                       |                                                  |
| 18:00             | Igor 23e  |       | Mansally 27e · Ceesay 45e · Jallow 74e (pen.) | Spectateurs : 22 300 Arbitrage : Marco Rodriguez | Spectateurs : 22 300 Arbitrage : Marco Rodriguez |
| 18:00             | (Rapport) |       |                                               | Spectateurs : 22 300 Arbitrage : Marco Rodriguez | Spectateurs : 22 300 Arbitrage : Marco Rodriguez |

2e journée
| 20 septembre 2005 | Gambie                                       | 3 - 1 | Qatar   | Estadio Miguel Grau, Piura                              |                                                         |
| 15:30             | Ceesay 24e · Jallow 74e (pen.) · Jagne 90+2e |       | Ali 31e | Spectateurs : 18 424 Arbitrage : Subkhiddin Mohd Salleh | Spectateurs : 18 424 Arbitrage : Subkhiddin Mohd Salleh |
| 15:30             | (Rapport)                                    |       |         | Spectateurs : 18 424 Arbitrage : Subkhiddin Mohd Salleh | Spectateurs : 18 424 Arbitrage : Subkhiddin Mohd Salleh |

| 20 septembre 2005 | Brésil              | 2 - 1 | Pays-Bas         | Estadio Miguel Grau, Piura                   |                                              |
| 18:15             | Igor 8e · Ramón 60e |       | Sidnei 28e (csc) | Spectateurs : 20 749 Arbitrage : Kevin Stott | Spectateurs : 20 749 Arbitrage : Kevin Stott |
| 18:15             | (Rapport)           |       |                  | Spectateurs : 20 749 Arbitrage : Kevin Stott | Spectateurs : 20 749 Arbitrage : Kevin Stott |

3e journée
| 23 septembre 2005 | Pays-Bas                     | 2 - 0 | Gambie | Estadio Nacional, Lima                           |                                                  |
| 18:15             | Goossens 33e · Marcellis 72e |       |        | Spectateurs : 17 000 Arbitrage : Jorge Larrionda | Spectateurs : 17 000 Arbitrage : Jorge Larrionda |
| 18:15             | (Rapport)                    |       |        | Spectateurs : 17 000 Arbitrage : Jorge Larrionda | Spectateurs : 17 000 Arbitrage : Jorge Larrionda |

| 23 septembre 2005 | Brésil                                                                    | 6 - 0 | Qatar | Estadio Mansiche, Trujillo                          |                                                     |
| 18:15             | Ramón 13e, 45+2e · Denilson 39e · Roberto 57e · Renato 58e · Anderson 74e |       |       | Spectateurs : 15 000 Arbitrage : Frank De Bleeckere | Spectateurs : 15 000 Arbitrage : Frank De Bleeckere |
| 18:15             | (Rapport)                                                                 |       |       | Spectateurs : 15 000 Arbitrage : Frank De Bleeckere | Spectateurs : 15 000 Arbitrage : Frank De Bleeckere |

### Tableau final
|  | Quarts de finale        | Quarts de finale     | Quarts de finale        | Quarts de finale     |         |         | Demi-finales            | Demi-finales            | Demi-finales                  | Demi-finales                  |                               |                               | Finale           | Finale           | Finale           | Finale           |
|  |                         |                      |                         |                      |         |         |                         |                         |                               |                               |                               |                               |                  |                  |                  |                  |
|  | 25 septembre - Piura    | 25 septembre - Piura | 25 septembre - Piura    | 25 septembre - Piura |         |         | 29 septembre - Chiclayo | 29 septembre - Chiclayo | 29 septembre - Chiclayo       | 29 septembre - Chiclayo       |                               |                               | 2 octobre - Lima | 2 octobre - Lima | 2 octobre - Lima | 2 octobre - Lima |
|  | 25 septembre - Piura    | 25 septembre - Piura | 25 septembre - Piura    | 25 septembre - Piura |         |         | 29 septembre - Chiclayo | 29 septembre - Chiclayo | 29 septembre - Chiclayo       | 29 septembre - Chiclayo       |                               |                               | 2 octobre - Lima | 2 octobre - Lima | 2 octobre - Lima | 2 octobre - Lima |
|  | Costa Rica              | Costa Rica           | 1                       | 1                    |         |         | 29 septembre - Chiclayo | 29 septembre - Chiclayo | 29 septembre - Chiclayo       | 29 septembre - Chiclayo       |                               |                               | 2 octobre - Lima | 2 octobre - Lima | 2 octobre - Lima | 2 octobre - Lima |
|  | Costa Rica              | Costa Rica           | 1                       | 1                    |         |         | 29 septembre - Chiclayo | 29 septembre - Chiclayo | 29 septembre - Chiclayo       | 29 septembre - Chiclayo       |                               |                               | 2 octobre - Lima | 2 octobre - Lima | 2 octobre - Lima | 2 octobre - Lima |
|  | Mexique                 | Mexique              | 3ap                     | 3ap                  |         |         | 29 septembre - Chiclayo | 29 septembre - Chiclayo | 29 septembre - Chiclayo       | 29 septembre - Chiclayo       |                               |                               | 2 octobre - Lima | 2 octobre - Lima | 2 octobre - Lima | 2 octobre - Lima |
|  | Mexique                 | Mexique              | 3ap                     | 3ap                  | Mexique | Mexique | 4                       | 4                       |                               |                               |                               |                               | 2 octobre - Lima | 2 octobre - Lima | 2 octobre - Lima | 2 octobre - Lima |
|  | 26 septembre - Trujillo |                      |                         |                      | Mexique | Mexique | 4                       | 4                       |                               |                               |                               |                               | 2 octobre - Lima | 2 octobre - Lima | 2 octobre - Lima | 2 octobre - Lima |
|  |                         |                      | Pays-Bas                | Pays-Bas             | 0       | 0       |                         |                         |                               |                               |                               |                               | 2 octobre - Lima | 2 octobre - Lima | 2 octobre - Lima | 2 octobre - Lima |
|  | États-Unis              | États-Unis           | Pays-Bas                | Pays-Bas             | 0       | 0       | 0                       | 0                       |                               |                               |                               |                               | 2 octobre - Lima | 2 octobre - Lima | 2 octobre - Lima | 2 octobre - Lima |
|  | États-Unis              | États-Unis           | 29 septembre - Trujillo |                      |         |         | 0                       | 0                       |                               |                               |                               |                               | 2 octobre - Lima | 2 octobre - Lima | 2 octobre - Lima | 2 octobre - Lima |
|  | Pays-Bas                | Pays-Bas             | 2                       | 2                    |         |         |                         |                         |                               |                               |                               |                               | 2 octobre - Lima | 2 octobre - Lima | 2 octobre - Lima | 2 octobre - Lima |
|  | Pays-Bas                | Pays-Bas             | 2                       | 2                    | Mexique | Mexique | 3                       | 3                       |                               |                               |                               |                               |                  |                  |                  |                  |
|  | 25 septembre - Iquitos  |                      |                         |                      | Mexique | Mexique | 3                       | 3                       |                               |                               |                               |                               |                  |                  |                  |                  |
|  |                         |                      | Brésil                  | Brésil               | 0       | 0       |                         |                         |                               |                               |                               |                               |                  |                  |                  |                  |
|  | Turquie                 | Turquie              | Brésil                  | Brésil               | 0       | 0       | 5                       | 5                       |                               |                               |                               |                               |                  |                  |                  |                  |
|  | Turquie                 | Turquie              |                         |                      |         |         |                         |                         |                               |                               |                               |                               |                  |                  |                  |                  |
|  | Chine                   | Chine                | 1                       | 1                    |         |         |                         |                         |                               |                               |                               |                               |                  |                  |                  |                  |
|  | Chine                   | Chine                | 1                       | 1                    | Turquie | Turquie | 3                       | 3                       | Match pour la troisième place | Match pour la troisième place | Match pour la troisième place | Match pour la troisième place |                  |                  |                  |                  |
|  | 26 septembre - Iquitos  |                      |                         |                      | Turquie | Turquie | 3                       | 3                       | Match pour la troisième place | Match pour la troisième place | Match pour la troisième place | Match pour la troisième place |                  |                  |                  |                  |
|  |                         |                      | Brésil                  | Brésil               | 4       | 4       |                         |                         | 2 octobre - Lima              | 2 octobre - Lima              | 2 octobre - Lima              | 2 octobre - Lima              |                  |                  |                  |                  |
|  | Brésil                  | Brésil               | Brésil                  | Brésil               | 4       | 4       | 3ap                     | 3ap                     | 2 octobre - Lima              | 2 octobre - Lima              | 2 octobre - Lima              | 2 octobre - Lima              |                  |                  |                  |                  |
|  | Brésil                  | Brésil               |                         |                      |         |         |                         | 3ap                     |                               |                               | Pays-Bas                      | Pays-Bas                      | 2                | 2                |                  |                  |
|  | Corée du Nord           | Corée du Nord        | 1                       | 1                    |         |         |                         |                         |                               |                               | Pays-Bas                      | Pays-Bas                      | 2                | 2                |                  |                  |
|  | Corée du Nord           | Corée du Nord        | 1                       | 1                    | Turquie | Turquie | 1                       | 1                       |                               |                               |                               |                               |                  |                  |                  |                  |
|  |                         |                      |                         |                      |         |         |                         |                         |                               |                               |                               |                               |                  |                  |                  |                  |

#### Quarts de finale
| 25 septembre 2005 | Costa Rica       | 1 - 3 a. p. | Mexique                             | Estadio Miguel Grau, Piura                              |                                                         |
| 16:00             | Juarez 67e (csc) |             | Juarez 88e · Guzman 96e · Vela 109e | Spectateurs : 14 724 Arbitrage : Subkhiddin Mohd Salleh | Spectateurs : 14 724 Arbitrage : Subkhiddin Mohd Salleh |
| 16:00             | (Rapport)        |             |                                     | Spectateurs : 14 724 Arbitrage : Subkhiddin Mohd Salleh | Spectateurs : 14 724 Arbitrage : Subkhiddin Mohd Salleh |

| 25 septembre 2005 | Turquie                                        | 5 - 1 | Chine  | Estadio Max Augustín, Iquitos                    |                                                  |
| 16:00             | Tevfik 10e, 88e · Erkin 33e, 90+1e · Şahin 54e |       | Gu 57e | Spectateurs : 24 000 Arbitrage : Marco Rodriguez | Spectateurs : 24 000 Arbitrage : Marco Rodriguez |
| 16:00             | (Rapport)                                      |       |        | Spectateurs : 24 000 Arbitrage : Marco Rodriguez | Spectateurs : 24 000 Arbitrage : Marco Rodriguez |

| 26 septembre 2005 | États-Unis | 0 - 2 | Pays-Bas           | Estadio Mansiche, Trujillo                       |                                                  |
| 16:00             |            |       | Sarpong 45+1e, 84e | Spectateurs : 9 000 Arbitrage : Horacio Elizondo | Spectateurs : 9 000 Arbitrage : Horacio Elizondo |
| 16:00             | (Rapport)  |       |                    | Spectateurs : 9 000 Arbitrage : Horacio Elizondo | Spectateurs : 9 000 Arbitrage : Horacio Elizondo |

| 26 septembre 2005 | Brésil                                  | 3 - 1 a. p. | Corée du Nord | Estadio Max Augustín, Iquitos                |                                              |
| 19:00             | Ramon 48e · Celsinho 100e · Igor 120+3e |             | Kyong-il 82e  | Spectateurs : 25 000 Arbitrage : Alain Hamer | Spectateurs : 25 000 Arbitrage : Alain Hamer |
| 19:00             | (Rapport)                               |             |               | Spectateurs : 25 000 Arbitrage : Alain Hamer | Spectateurs : 25 000 Arbitrage : Alain Hamer |

#### Demi-finales
| 29 septembre 2005 | Mexique                                     | 4 - 0 | Pays-Bas | Estadio Elias Aguirre, Chiclayo              |                                              |
| 16:00             | Villaluz 33e, 61e · Moreno 50e · Guzman 90e |       |          | Spectateurs : 16 800 Arbitrage : Mark Shield | Spectateurs : 16 800 Arbitrage : Mark Shield |
| 16:00             | (Rapport)                                   |       |          | Spectateurs : 16 800 Arbitrage : Mark Shield | Spectateurs : 16 800 Arbitrage : Mark Shield |

| 29 septembre 2005 | Turquie                              | 3 - 4 | Brésil                                               | Estadio Mansiche, Trujillo                          |                                                     |
| 19:00             | Erkin 45+2e · Tevfik 70e · Şahin 76e |       | Celsinho 1re · Anderson 26e · Marcelo 32e · Igor 90e | Spectateurs : 19 000 Arbitrage : Frank De Bleeckere | Spectateurs : 19 000 Arbitrage : Frank De Bleeckere |
| 19:00             | (Rapport)                            |       |                                                      | Spectateurs : 19 000 Arbitrage : Frank De Bleeckere | Spectateurs : 19 000 Arbitrage : Frank De Bleeckere |

#### Match pour la3eplace
| 2 octobre 2005 | Pays-Bas          | 2 - 1 | Turquie   | Estadio Nacional, Lima                           |                                                  |
| 15:00          | Goossens 13e, 88e |       | Şahin 90e | Spectateurs : 35 000 Arbitrage : Jorge Larrionda | Spectateurs : 35 000 Arbitrage : Jorge Larrionda |
| 15:00          | (Rapport)         |       |           | Spectateurs : 35 000 Arbitrage : Jorge Larrionda | Spectateurs : 35 000 Arbitrage : Jorge Larrionda |

#### Finale
| 2 octobre 2005 | Mexique                             | 3 - 0 | Brésil | Estadio Nacional, Lima                              |                                                     |
| 18:00          | Vela 31e · Esparza 33e · Guzman 86e |       |        | Spectateurs : 40 000 Arbitrage : Frank De Bleeckere | Spectateurs : 40 000 Arbitrage : Frank De Bleeckere |
| 18:00          | (Rapport)                           |       |        | Spectateurs : 40 000 Arbitrage : Frank De Bleeckere | Spectateurs : 40 000 Arbitrage : Frank De Bleeckere |

## Récompenses

### Meilleurs buteurs
| Place | Nom           | Equipe   | Buts |
| 1     | Carlos Vela   | Mexique  | 5    |
| 2     | Ever Guzman   | Mexique  | 4    |
| 3     | Ramón         | Brésil   | 4    |
| 4     | Igor          | Brésil   | 4    |
| 5     | John Goossens | Pays-Bas | 4    |
| 6     | Caner Erkin   | Turquie  | 4    |
| 7     | Tevfik Köse   | Turquie  | 4    |
| 8     | Nuri Şahin    | Turquie  | 4    |

### Meilleur joueur
À la fin de la compétition, la FIFA remet un Ballon d'Or au meilleur joueur du tournoi. Pour cette édition, c'est le Brésilien Anderson qui reçoit le trophée.

### Prix du fair-play FIFA
C'est la sélection de Corée du Nord qui reçoit le prix du fair-play de la part d'un jury. Ce prix récompense l'état d'esprit et le jeu "propre" de l'équipe.